# Benno Schotz

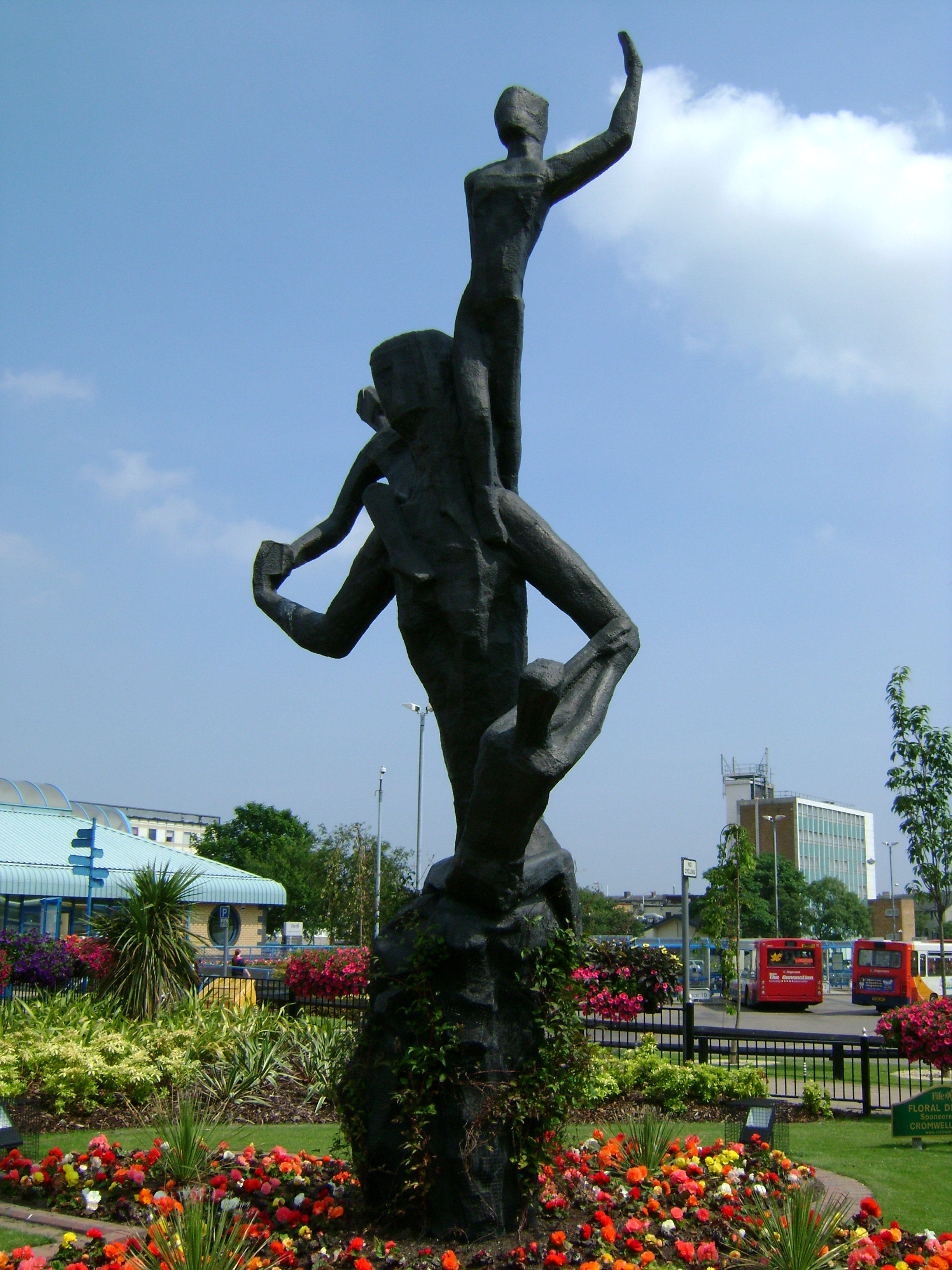
Ex Terra Vis in Glenrothes

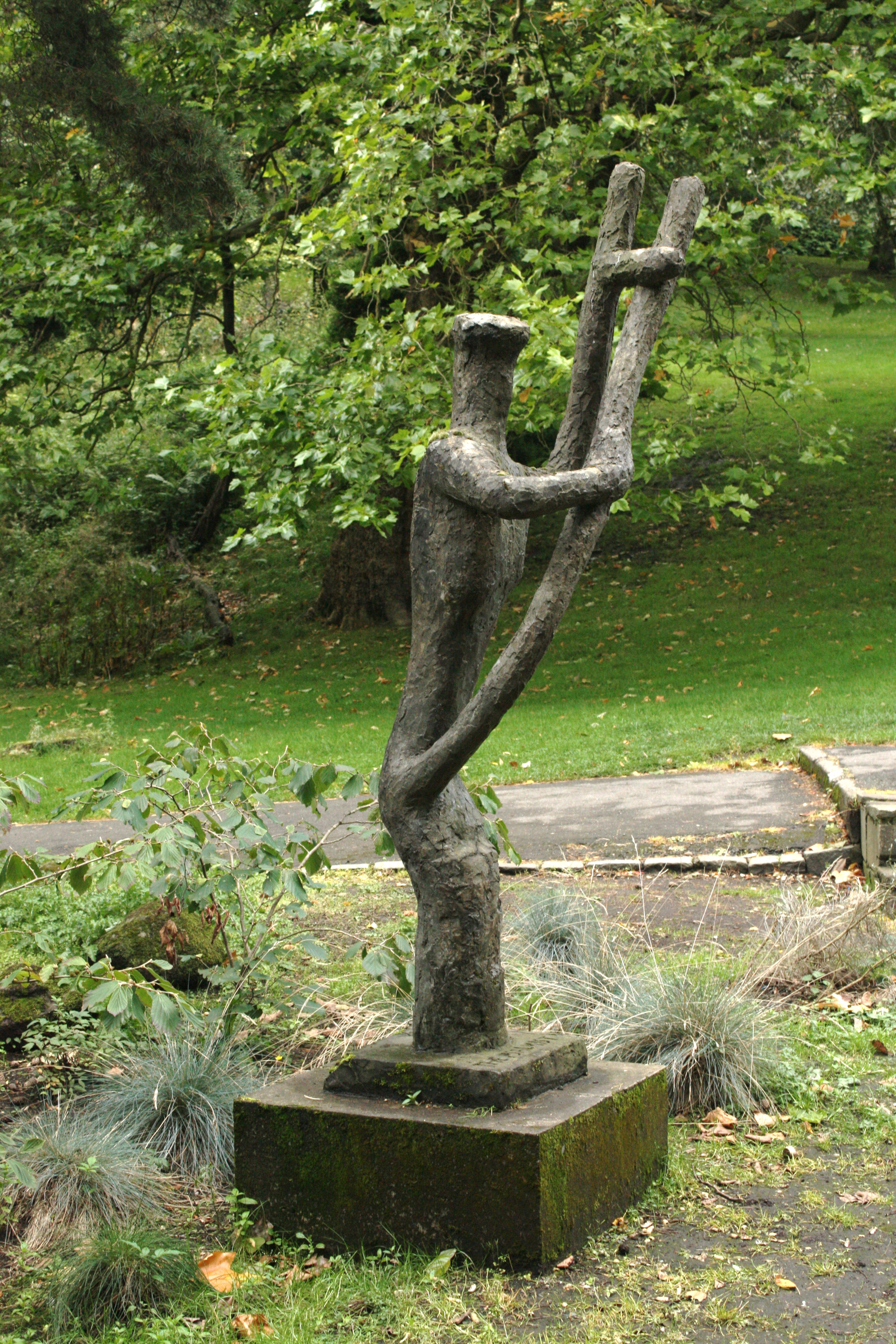
The Psalmist in Glasgow

Benno Schotz (Arensburg, 28 augustus 1891 – Glasgow, 11 oktober 1984) was een Schotse beeldhouwer. 

## Leven en werk
Schotz was de jongste van zes kinderen van de Joodse horlogemaker Jacob Schotz en Cherna Tischa Abramovitch. Hij ontving zijn opleiding aan het gymnasium van Pärnu in Estland. Aansluitend bezocht hij een technische opleiding aan de Grossherzogliche Technische Hochschule in Darmstadt (Duitsland).
In 1912 emigreerde hij naar Glasgow, waar hij zijn diploma haalde aan het Royal Technical College. Van 1914 tot 1923 werkte hij op de tekenkamer van de scheepsbouwer John Brown & Company in Clydebank. In de avonduren volgde hij een beeldhouwopleiding aan de Glasgow School of Art. In 1923 werd hij een fulltime kunstenaar. Zijn reputatie als beeldhouwer groeide gestaag en hij werd in 1937 lid van de Royal Scottish Academy, hoofd beeldhouwopleiding van de Glasgow School of Art (van 1938 tot zijn pensionering in 1961), en uiteindelijk volgde in 1963 zijn aanstelling tot Her Majesty's Sculptor in Ordinary for Scotland. Tot zijn leerlingen behoorden onder anderen Hannah Frank en Inge King.
Schotz overleed in 1984 in Glasgow en werd begraven in Jeruzalem. 

## Werken (selectie)
- Painting en Sculpture (reliëfs) (1928/29), Mercat Building
- Sculptuur (1929/31), Bank of Scotland
- Heraldic Shield (1931/32), Stenhouse Building
- The Call (1937/38), Glasgow Museums
- Keir Hardie Monument (1939) in Old Cummock
- Joseph Black Memorial (1953),  University of Glasgow
- Memorial to Provost John Jarvie of Kilsyth (1954), John Jarvie Square/ East Burnside Street in Kilsyth[1]
- Ex Terra[2] (1965) in Glenrothes
- The Psalmist (1972), JT Honeyman Memorial Garden in het Kelvingrove Park in Glasgow
- The Psalmist' (1974), Kelvingrove Park in Glasgow
- Kruisweg in de St. Charles' Parish Church, Glasgow-North Kelvinside